# Association sportive des Beaux-Arts de Montpellier
Maillots
L’Association sportive des Beaux-Arts de Montpellier est un club de volley-ball basé à Montpellier, dont la section masculine évolue pour la saison 2009-2010 en Nationale 3 (5e niveau national).

## Historique
- 1980-1981 : Montée de l'équipe masculine en Nationale 1 (plus haut niveau de l'époque).
- 1981-1982 : L'équipe masculine termine dernière de Nationale 1 et redescend en Nationale 2.
- 1999-2000 : L'équipe masculine termine 11e de Nationale 3 et redescend en Prénationale.
- 2008-2009 : Retour de l'équipe masculine en Nationale 3.
- 2012-2013 : Retour de l'équipe féminine en Nationale 3.

## Palmarès

### Languedoc-Roussillon
| Championnat / Coupe    | Année(s)   |
| ---------------------- | ---------- |
| Coupe de la Ligue Fém. | 2004       |
| Prénationale Masc.     | 2009       |
| Régionale Masc.        | 2008, 2009 |
| Régionale Fém.         | 2003, 2010 |
| Espoirs Masc.          | 2007       |
| Juniors Masc.          | 1992       |
| Cadets Masc.           | 1997       |
| Benjamins Masc.        | 1996       |
| Poussins Masc.         | 2006       |

## Résultats
| Saison    | Equipe 1 Masculine | Equipe 2 Masculine | Equipe 1 Féminine  |
| --------- | ------------------ | ------------------ | ------------------ |
| 2010/2011 | Nationale 3 (..)   | Prénationale (..)  | Prénationale (..)  |
| 2009/2010 | Nationale 3 (6e)   | Prénationale (12e) | Régionale (1er)    |
| 2008/2009 | Prénationale (1er) | Régionale (1er)    | Prénationale (12e) |
| 2007/2008 | Prénationale (3e)  | Régionale (1er)    | Régionale (5e)     |
| 2006/2007 | Prénationale (2e)  | Régionale (5e)     | Régionale (6e)     |
| 2005/2006 | Prénationale (3e)  | Régionale (3e)     | Prénationale (12e) |
| 2004/2005 | Prénationale (2e)  | Régionale (4e)     | Prénationale (2e)  |

## Effectifs

### Équipe 1 Masculine

#### Saison 2010/2011 - Nationale 3 Masculine
Entraîneur :  Mickaël Marta

#### Saison 2009/2010 - Nationale 3 Masculine
Entraîneur :  Arnaud Masson

#### Saison 2008/2009 - Prénationale Masculine
Entraîneur :  Arnaud Masson

#### Saison 2007/2008 - Prénationale Masculine
Entraîneur :  Jean-Philippe Jodard

### Équipe 2 Masculine

#### Saison 2009/2010 - Prénationale Masculine
Entraîneur :  Olivier Chenoun

#### Saison 2008/2009 - Régionale Masculine
Entraîneur :  Olivier Chenoun

#### Saison 2007/2008 - Régionale Masculine
Entraîneur :  Olivier Chenoun